# Фицджеральд, Джеймс Фицтомас
Джеймс Фицтомас Фицджеральд, также известен как «Граф Суган» (англ. James FitzThomas FitzGerald, умер в 1608 году, Лондонский Тауэр) — ирландский дворянин, претендент на титул графа Десмонда в 1598—1601 годах.

## Биография
Представитель англо-ирландского рода Фицджеральдов. Старший сын сэра Томаса Руада Фицджеральда (ум. 1595) и Эллис Ле Поэр, дочери Ричарда, барона Ле Поэра. Томас Руад (Томас «Красный») был единственным сыном Джеймса Фицджеральда, 14-го графа Десмондат (ум. 1558) от первого брака с Джоан Роше, дочерью Мориса Роше, лорда Фермоя. По причине близкого родства брак Джеймса Фицджеральда и Джоан Роше был расторгнут, а их сын, Томас Руад Фицджеральд из Конна, отец Джеймса Фицджеральда, «графа Сугана», был объявлен незаконным и, следовательно, лишен прав на наследования графского титула.
Томас Руад Фицджеральд и Эллис Ле Поэр имели, по крайней мере, двух других детей, сына Джона Фицтомаса и дочь, которая вышла замуж за Дональда Пипи Маккрати Рейга.

## Брак
Джеймс Фицтомас Фицджеральд был женат на Эллен Батлер, дочери Пирса Батлера и вдове Мориса Фицгиббона, старшего брата Эдмунда Фицджеральда Фицгиббона, белого рыцаря, от брака с которой он не имел потомства.

## Претензии на графский титул
Джеймс Фицтомас Фицджеральд обратился к королеве Англии Елизавете Тюдор с ходатайством о восстановлении его прав на графский престол Десмонда. Первоначально английское правительство приняло его ходатайство и пообещало ему ежегодное пособие. Во время Второго восстания Десмонда (1579—1583) Джеймс и его отец Томас Руад сохранили верность английской короне. После гибели Джеральда Фицджеральда, 15-го графа Десмонда, и подавления восстания в 1583 году Джеймс Фицтомас и его отец заявили о своих претензиях на графство Десмонд, но их петиции не нашли поддержки в английском правительстве. В ирландской провинции Манстер началась английская колонизация.

## Борьба за наследство
В 1598 году Джеймс Фицтомас Фицджеральд, подстрекаемый своим братом Джоном Фицтомасом и Хью О’Нилом, графом Тирона, принял титул графа Десмонда и вскоре возглавил восьмитысячное войско ирландских повстанцев.
Борьба Джеймса Фицджеральда против английских войск в Манстере продолжалась три года. В октябре 1600 года в битве при Ахерлоу Фицджеральд потерпел поражение от гарнизона Килмаллока под командованием капитана Ричарда Грэма. После разгрома Джеймс Фицджеральд бежал в леса. В мае 1601 года сэр Джордж Кэрью был проинформирован, что Джеймс Фицтомас проживает, переодевшись в одежду священника, и не собирается покидать Манстер, рассчитывая на помощь из Ольстера или из Испании. Джордж Кэрью предпринял несколько безуспешных попыток взять в плен или убить графа Сугана. 29 мая 1601 года Джеймс Фицтомас Фицджеральд был захвачен Эдмундом Фицджеральдом Фицгиббоном, белым рыцарем, в районе Митчелстауна. Джеймс Фицтомас был помещен в кандалы и доставлен в замок Шандон, где его немедленно привлекли к суду и признали виновным в измене.
Какое-то время Джордж Кэрью пытался использовать Джеймса Фицтомаса против другого лидера мятежников, Хью О’Нила, графа Тирона. Но 13 августа 1601 года Джордж Кэрью передал пленника сэру Энтони Куку, который доставил его в Англию, где после прибытия он был помещен в Тауэр.
Джеймс Фицджеральд скончался в 1608 году и был похоронен в часовне Тауэра. После ареста Джеймса Фицджеральда остался на свободе его младший брат Джон Фицтомас Фицджеральд, который вместе со своей женой, дочерью Ричарда Комерфорда, бежал из Килкенни в Испанию, где он был признан с титулом графа де Десмонда. Джон Фицджеральд скончался через несколько лет в Барселоне. Его сын Джеральд ФицДжон Фицджеральд, также известный как граф де Десмонд, поступил на службу к императору Фердинанду II и погиб в 1632 году.